# Nasyr Machmudow
Nasyr Machmudow (ros. Насыр Махмудов, ur. 1913, zm. 5 grudnia 1987 w Taszkencie) – radziecki polityk.

## Życiorys
1931-1932 pracował jako nauczyciel w rejonie szawackim (Uzbecka SRR), 1932-1933 pracował w gazecie "Szawot Chakikati", 1933 instruktor komitetu wykonawczego szawackiej rady rejonowej, 1934 instruktor rejonowego komitetu Komunistycznej Partii (bolszewików) Uzbekistanu. W 1935 kierownik wydziału komitetu wykonawczego rady rejonowej, 1936-1938 służył w Armii Czerwonej, od 1938 do lutego 1940 przewodniczący Komitetu Wykonawczego Surchandaryjskiej Rady Okręgowej, 1940-1943 przewodniczący Komitetu Wykonawczego Samarkandzkiej Rady Obwodowej. Od 1940 w WKP(b), od 1943 do listopada 1948 I sekretarz Komitetu Obwodowego KP(b)U w Samarkandzie, 1948-1950 i ponownie 1952-1953 słuchacz Wyższej Szkoły Partyjnej przy KC WKP(b), od kwietnia 1950 do maja 1951 I sekretarz Komitetu Obwodowego KP(b)U w Ferganie. Od maja 1951 do września 1952 I sekretarz Komitetu Obwodowego KP(b)U w Taszkencie, 1953 dyrektor sowchozu w obwodzie taszkenckim (obecnie wilajet taszkencki), 1953-1954 I sekretarz rejonowego komitetu KPU w obwodzie taszkenckim, 1954-1955 I zastępca przewodniczącego, a 1955-1956 przewodniczący Komitetu Wykonawczego Bucharskiej Rady Obwodowej. Od 1956 do marca 1963 I sekretarz Karakałpackiego Komitetu Obwodowego KPU, od lutego 1963 I sekretarz Biura Organizacyjnego KC KPU na obwód syrdarski, 1963-1969 I sekretarz Syrdarskiego Komitetu Obwodowego KPU, 1969-1984 przewodniczący Komitetu Kontroli Ludowej Uzbeckiej SRR, następnie na emeryturze. Deputowany do Rady Najwyższej ZSRR 6 kadencji. Odznaczony Orderem Lenina i Orderem Rewolucji Październikowej.